# Халленберг, Анн
Анн Халленберг (швед. Ann Gunilla Ulrika Hallenberg; род. 17 марта 1967) — шведская оперная певица (меццо-сопрано), исполнительница барочной музыки.

## Биография
Окончила Королевскую высшую музыкальную школу в Стокгольме (1994). Затем училась в Королевской академии музыки в Лондоне у Джой Маммен.

## Творчество
Выступала в лучших театрах Европы и США с крупнейшими дирижёрами мира (Джон Элиот Гардинер, Роджер Норрингтон, Филипп Херревеге, Франс Брюгген, Уильям Кристи, Кристоф Руссе, Кент Нагано, Марк Минковский, Лотар Загрошек, Рикардо Мути, Кваме Райан, Эмманюэль Айм, Фабио Бьонди, Жан Кристоф Спинози, Жереми Рорер, Федерико Мария Сарделли и др.). Концертировала в США, Германии, Франции, Бельгии, Нидерландах, Норвегии, Австрии, Испании, Великобритании, Швейцарии,Японии,России.Выступала в ансамблях с Чечилией Бартоли, Натали Дессей, Соней Прина, Салли Метьюз,Роминой Бассо.

## Репертуар
В репертуаре певицы — Пёрселл, Монтеверди, Вивальди, Алессандро Скарлатти, Кальдара, Перголези, Телеман, Глюк, Гендель, Гайдн, Моцарт, а также Россини, Доницетти, Мендельсон, Григ, Бизе, Брамс, Иоганн Штраус, Малер, Прокофьев.

## Награды
- Litteris et Artibus (2017)